# برچسب‌گذاری گراف
با توجه به تعریف ریاضیاتی نظریهٔ گراف‌ها، برچسب‌گذاری یک گراف نسبت دادن برچسب‌هایی به یال‌های گراف، یا به راس‌های گراف یا به هر دوی آن‌ها است که به صورت معمول این برچسب‌ها را با اعداد صحیح نمایش می‌دهند.
به بیان رسمی، برای یک گراف G ، منظور از برچسب‌گذاری شدهٔ راسی، یک تابع است که رأس‌های گراف G را به مجموعه‌ای از برچسب‌ها می‌نگارد. به گرافی که برای آن چنین تابعی تعریف شده باشد یک گراف برچسب‌گذاری شدهٔ راسی می‌گویند. به همین ترتیب، یک برچسب‌گذاری ِیالی یک تابع از یال‌های گراف به مجموعه‌ای از برچسب هاست، که در این حالت گراف را برچسب‌گذاری شدهٔ یالی نام‌گذاری کرده‌اند. اگر برچسب‌های نگاشته شده به یال‌های گراف اعضای یه مجموعهٔ مرتب باشند (برای مثال مجموعهٔ اعداد حقیقی)، گراف را یک گراف وزن دار نیز می‌نامند.
اگر توضیحات بیشتری داده نشده باشد، عبارت گراف برچسب‌گذاری شده به صورت معمول به گراف برچسب‌گذاری شدهٔ راسی ای با برچسب‌های متفاوت اطلاق می‌شود. چنین گرافی را می‌توان به صورت معادل با اعداد صحیح متوالی از ۱ تا n، n تعداد یال‌های گراف، برچسب‌گذاری کرد. برای بسیاری از کاربردها، برچسب‌ها به گونه‌ای به یال‌ها و رأس‌ها نسبت داده می‌شوند که در حوزهٔ مربوطه معنادار باشند. برای مثال، ممکن است وزن نسبت داده شده به هر یال نمایش دهندهٔ هزینهٔ حرکت میان دو راس اطراف یال باشد.

در تعریف بالا، یک گراف به عنوان یک گراف سادهٔ بدون سوی متناهی در نظر گرفته شده‌است. با این حال، مفهوم برچسب‌گذاری می‌تواند برای انواع مختلف گراف به کار رود. برای مثال، در نظریهٔ آتوماتا و نظریهٔ زبان رسمی بهتر است که گراف‌هایی چندگانه و برچسب‌گذاری شده در نظر گرفت، برای مثال گرافی که هر دو راس آن می‌تواند توسط چند یال برچسب‌گذاری شده به هم وصل شده باشد.

## تاریخچه
ریشهٔ بیشتر برچسب‌گذاری‌های گراف به روش‌های برچسب‌گذاریی باز می‌گردد که آلکسا رز در سال ۱۹۶۷ در مقالهٔ خود ارائه کرد. رزا سه نوع برچسب‌گذاری را مشخص کرد و آن‌ها رابرچسب‌گذاری {\displaystyle \alpha \,}-, {\displaystyle \beta \,}- و{\displaystyle \rho \,} نامید.

برچسب‌گذاری بتا، بعدها توسط گولومب به برچسب‌گذاری دلپذیر تغییر نام یافت و از آن موقع این نام شهرت یافت.

## حالت‌های خاص

### برچسب‌گذاری دلپذیر

یک برچسب‌گذاری دلپذير. برچسب رأس‌ها سیاه، برچسب یال‌ها قرمز

یک گراف را در صورتی «گراف دلپذیر» می‌نامیم که رئوس آن با اعداد بین ۰ تا {\displaystyle \|E\|}، اندازهٔ گراف، برچسب‌گذاری شده و همچنین یال‌هایش به صورتی با اعداد بین ۱ تا {\displaystyle \|E\|} برچسب‌گذاری شده باشند که برچسب هر یال درست برابر قدر مطلق تفاوت برچسب‌های دو راس اطراف آن یال باشد. به عبارت دیگر، اگر {\displaystyle e} دو راس با برچسب‌های {\displaystyle k} و {\displaystyle j} را به هم وصل کرده باشد، برچسب {\displaystyle e} {\displaystyle \|k-j\|} می‌شود. بنابراین، یک گراف {\displaystyle (G:=(V,E} یک گراف دلپذیرست اگر و فقط اگر تابع یک به یکی وجود داشته باشد که بین {\displaystyle \|E\|} و اعداد صحیح مثبت کوچکتر مساوی {\displaystyle \|E\|} تناظر یک به یک برقرار کند.

رزا، در مقاله اش، ثابت کرده‌است که تمام گراف‌های اویلری که تعداد رئوس آن‌ها به پیمانهٔ ۴ همنهشت با ۱ یا ۲ باشد دلپذیر نیستند. این موضوع که آیا خانوادهٔ خاصی از گراف‌ها دلپذیر هستند یا نه حوزه‌ای از نظریهٔ گراف هاست که بر روی آن مطالعات گسترده‌ای انجام می‌شود.
می‌توان گفت بزرگترین حدس اثبات نشده در زمینهٔ برچسب‌گذاری گراف‌ها حدس رینگل-کاتزیگ است. کاتزیگ این‌گونه حدس زده‌است که تمام درخت‌ها دلپذیر هستند. این حدس برای تمام مسیرها و درخت‌های پروانه‌ای، و بسیاری از خانواده‌های نامتناهی درخت‌ها ثابت شده‌است. خود کاتزیگ تلاشی را که صرف اثبات این حدس شده‌است «مرض» خوانده‌است.

### برچسب‌گذاری هارمونیک
یک گراف هارمونیک گرافی با k یال است که دارای تابع یک به یکی از رئوس گراف به دستهٔ همنهشتی ای به پیمانهٔ k است که تناظر یک به یکی بین یال‌های گراف و اعداد صحیح مثبت کوچکتر مساوی {\displaystyle \|E\|} برقرار می‌کند. برچسب هر یال برابر است با حاصلجمع برچسب‌های دو راس اطراف آن یال به پیمانهٔ q.

### رنگ آمیزی گراف
رنگ‌آمیزی گراف یک حالت خاص برچسب‌گذاری گراف می‌باشد، به‌طوری‌که رأس‌های متصل به هم و یال‌های متقاطع باید رنگهای مختلفی داشته باشند.

رنگ آمیزی گراف پترسن